# 小菜蛾
小菜蛾（學名：Plutella xylostella），也稱菜蛾、两头尖、方块虫、小青虫，是一種可能原生於地中海地區的蛾，現廣泛分佈于世界各地。小菜蛾的生命週期很短（25°C時只有14天），但是生命力極其旺盛。對世界各地的十字花科植物都有嚴重的危害，通常只食用會分泌芥子油苷的植物。

## 分佈
小菜蛾分佈極廣，包括歐、亞、非、美洲、大洋洲及新西蘭和夏威夷群島上都有它們的蹤跡。小菜蛾可能原生於地中海地區，1854年第一次被人在北美洲正式觀測到。1883年發現於佛羅里達和洛磯山脈，1905年，英屬哥倫比亞也報告有發現它們的蹤跡。

## 形態學

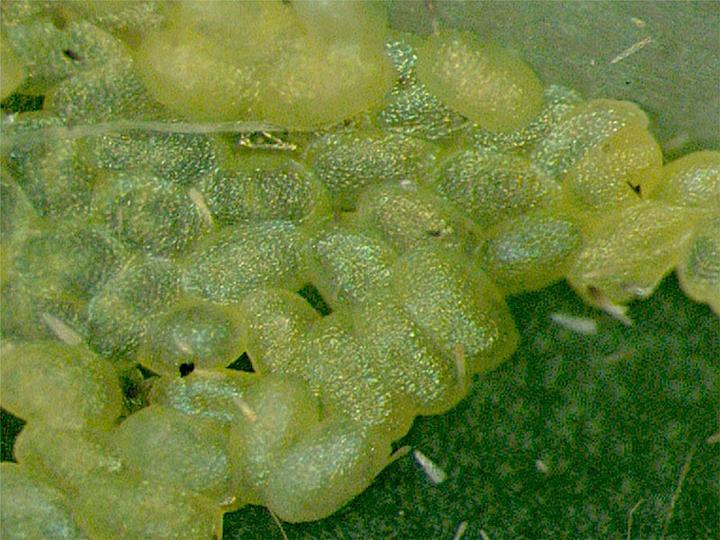
卵

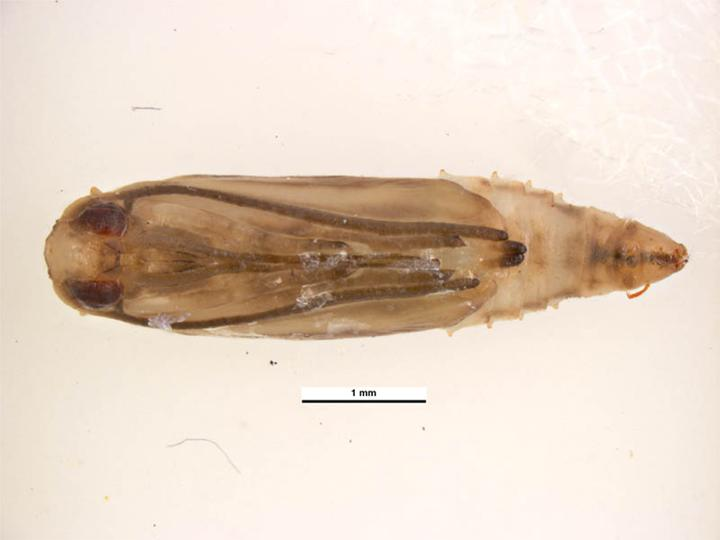
蛹

小菜蛾翼展達到15（0.59英寸），體長6（0.24英寸）。前翅窄，前部邊緣為褐灰色，有黑色斑點。後部邊緣有奶油色的波浪狀斑紋，有時會收縮成一個或更多的鑽石狀圖樣，因此也被稱作鑽背蛾（diamondback moth）。其後翅同樣窄小，呈淺灰色。其蕊喙顯著。
雌性小菜蛾的生命週期平均為三到四周，比雄性多，雄性通常为2-3周。最高只能飛2（6.6英尺）高，也不能作遠距離飛行。小菜蛾會以成蟲形態在十字花科植物地里過冬，在溫暖地區即使冬天也可以看到小菜蛾。不過氣候太冷就無法生存，並且下一個春天也可能不會再來此處，它們會隨著風遷徙。其活躍時間在黃昏和夜晚，大師也曾大規模地出現在下午。
其卵為扁平的橢圓形，大約0.44（0.017英寸）長、0.26（0.010英寸）寬。最初為黃色或黃綠色，隨後色泽會變暗。每一堆卵約有2至8個，產在植物葉子表面。雌性一次大約可產300枚卵，但平均數量只有150個左右。六天后幼蟲就可以孵出。
其幼蟲有四個齡期，每次平均四天。幼蟲身體兩端都較細，有少量細毛，這些毛在在第一齡期時無色，隨後尖端會變為為黑色，整體則為橄欖綠色。小菜蛾有五對腹足，腹部後端的腹足形成了一個明顯的“V”形。幼蟲十分活躍，當被打擾到時會猛力蠕動、後退并吐絲。在第一齡期它們只是潛葉蟲，此時他們個體很小也很難被發現。它們的咀嚼對葉子造成的破壞是不規則的。
其淺黃色的蛹大小約8（0.31英寸），外層是鬆弛的絲質繭，它們已被會出現在被使用的植物的下部或外部葉子上，不過在菜花的菜莖上也有發現。這一段時期持續五到十五天，一般是八天。

## 寄主植物
小菜蛾只在十字花科植物上產卵，雖然幾乎所有的十字花科植物都會遭到小菜蛾的襲擊，也有幾種，包括花椰菜、球芽甘藍、捲心菜、大白菜、羽衣甘藍、芥菜、小蘿蔔、芜菁和豆瓣菜，特別受其青睞。在非種植季，它們便會寄生到野外的一些十字花科植物上。

## 危害
小菜蛾的幼蟲會嚴重損壞種植的十字花科植物的葉子、芽及花。雖然單個的小菜蛾個體很小，但是其數量眾多最終可能將整個葉子吃到只剩葉脈。它們將嚴重毀壞籽苗并嚴重影響花椰菜和捲心菜的結球，有時甚至導致植物完全停產。因為小菜蛾可以過冬，因此可以選在其過冬時將其一舉殺死。最初可以使用化學殺蟲劑將其有效殺滅，但是在1980年代它們被發現對拟除虫菊酯產生了抗性，之後不久幾乎所有殺蟲劑都對其失效了。減少農藥使用反而可以令寄生蜂等生物對其進行一定的抑制。後來發現菜蛾绒茧蜂對小菜蛾有較強的抑製作用。
小菜蛾是第一種被發現對生物殺蟲劑苏云金杆菌產生抗性的昆蟲。

## 外部連結
- diamondback moth （页面存档备份，存于） on the UF / IFAS Featured Creatures Web site